# Lipo.Ink
Lipo.Ink (Liberecký podnikatelský inkubátor) je podnikatelský inkubátor v Libereckém kraji. Funguje od roku 2017 a podnikatelům poskytuje podporu podnikání formou mentoringu, pronájmu prostor, poradenství a vzdělávání.

## Historie
Projekt podnikatelského inkubátoru funguje v Liberci od roku 2017. Od roku 2020 nabízí kromě poradenství, mentoringu a vzdělávání i vlastní prostory ve zrekonstruovaných prostorech původně sloužících jako dílny VÚTS (Výzkumný ústav textilních strojů). V nových prostorách Lipo.Ink nabízí coworkingové i eventové prostory pro začínající nebo rozvíjející se firmy a projekty, stejně jako prototypové dílny. Budova je ve vlastnictví Libereckého kraje, který ji sám zčásti využívá pro svou agendu. Rekonstrukce prostor byla financována Libereckým krajem za přispění evropských strukturálních fondů.

## Současnost a kontroverze
Lipo.ink do října 2021 stihl inkubovat 24 firem, do třech z nich vstoupil majetkovým podílem. Dále podpořil 25 malých a středních podniků a provedl přes 370 intervencí v rámci tzv. "podnikatelské ambulance", což je rychlá a bezplatná konzultace i další pomoc novým nápadům a projektům.  Ředitelem je Phillip Roden.
Náklady na novou budovu přesáhly 300 mil. Kč a samotný provoz inkubátoru dotuje Liberecký kraj. Předmětem kritiky projektu je nejen jeho nákladnost, ale také jeho malá mediální viditelnost a prezentace hmatatelných výsledků, náklady na plat jeho ředitele a taktéž spolupráce s některými firmami.